# Olga Tesch-Hallström
Olga Cecilie Tesch-Hallström, född 14 april 1926 i Västra Skrävlinge i Skåne, död 16 februari 2012 i Gilleleje i Danmark, var en svensk-dansk målare, tecknare och textilkonstnär.
Hon var dotter till köpmannen Knut Hallström och Lilli Tesch och gift andra gången från 1964 med foto- och serigrafen Eli Ponsaing. Tesch-Hallström studerade vid Skånska målarskolan i Malmö 1947 och Wadskjærs målarskola 1948 samt vid Bøyesen målarskola 1949–1950 och Académie Julian i Paris 1950. Hon tilldelades Mathilde Thalbitzers stipendium 1957. Separat ställde hon bland annat ut på Nessimhallen i Malmö och i Ystad, Köpenhamn, Limhamn och Markaryd. Hon medverkade i samlingsutställningen Kulla-konst i Höganäs och utställningar arrangerade av Skånes konstförening 1952–1957. Tillsammans med Arildsgruppen ställde hon ut på ett 20-tal platser i Sverige. Hennes konst består av stilleben, porträtt och landskapsmotiv från Norrland och Jylland utförda i olja, vaxkrita, serigrafier eller i form av teckningar. Tesch-Hallström är representerad vid Ystads konstmuseum.
Sedan 1952 var Tesch bosatt i Danmark. Från 1982 undervisade hon i väveri och textiltryck vid Danmarks Tekniske Højskole. På uppdrag av det svenska kungaparet skapade Olga Tesch en mässhake som skänktes till Drottningholms slottskapell 1989.